# Aeroportul Besalampy
Aeroportul Besalampy (IATA: BPY, ICAO: FMNQ) este un aeroport din Regiunea Melaky, Madagascar ce deservește zona Besalampy⁠(d). A fost numit după zona deservită.
Situat la o altitudine de 38 m, aeroportul dispune de o singură pistă.